# مارثا لودفيغ
مارثا إل. لودفيغ (بالإنجليزية: Martha L. Ludwig)‏ هي عالمة كيمياء حيوية أمريكية، ولدت في 16 أغسطس 1931 في بيتسبرغ في الولايات المتحدة، وتوفيت في 27 نوفمبر 2006 في آن آربر في الولايات المتحدة بسبب سرطان القولون. خلال دراستها لمرحلة ما قبل الدكتوراه في كلية الطب بجامعة هارفارد، وجدت لودفيج زوجها البالغ من العمر 44 عامًا فريدريك هوش م. د. يجري أبحاثًا على كربوكسيلات البيبتيداز مع بيرت فالي، واستمتعا معًا بالعديد من الأنشطة في الهواء الطلق مثل التزلج ورياضة المشي لمسافات طويلة ومشاهدة الطيور والطهي. اشتهرت لودفيغ بشغفها بعلم البلورات وأسلوب تدريسها الصارم، وقالت سيندا- سوديفيس المديرة الحالية للنساء في العلوم والهندسة في جامعة ميشيغان: «علمنا أنه في حال وجود مارثا في لجنتنا للامتحان الأولي، سوف تطرح علينا سؤالًا حول علم البلورات». درست الكيمياء البيولوجية 807، وهو فصل على غرار دورة الكيمياء الحيوية الفيزيائية لهوارد شاشمان، إذ قال الطلاب إنها كانت واحدة من أصعب الدورات التي درسوها في كلية الدراسات العليا للتخرج، وعلى الرغم من أن كمية المشكلات التي تواجهها من بين أكثر التحديات صعوبة، قال الطلاب إنها دفعتهم وعلمتهم كيفية التفكير. توفيت لودفيج في آن أربور، ميشيغان في 27 نوفمبر 2006 نتيجة لإصابتها بسرطان القولون.

## دراستها
التحقت لودفيج بجامعة كورنيل وحصلت على درجة البكالوريوس في الكيمياء عام 1952 وحصلت على درجة الماجستير في الكيمياء الحيوية في عام 1955 من جامعة كاليفورنيا، تلتها الدكتوراه ثم ماجستير في الكيمياء الحيوية من كلية طب كورنيل عام 1956. أثناء تواجدها في كورنيل، درست لودفيج لنيل شهادة الدكتوراه في بحث يتعلق بالكيمياء الحيوية والحاصل على جائزة نوبل فنسنت دو فيجنود ودرست التركيب الحيوي لإرغوثيونين في د.ب مختبر ميلفيل.

## بحثها
أثناء دراستها في بيركلي درست لودفيغ دورة هوارد شاشمان في الكيمياء الحيوية الفيزيائية والتي ساعدتها  في وقت لاحق في تحديد منحى أبحاثها الخاصة، ثم أكملت شهادة الدكتوراه بأطروحة عن التخليق الحيوي للإرغوثيونين في كلية الطب بجامعة كورنيل، وتلى ذلك دراسات ما بعد الدكتوراه في كلية الطب بجامعة هارفارد من 1867 إلى 1959 ومعهد ماساتشوستس للتكنولوجيا من 1959 إلى 1962. في عام 1962، تحولت اهتمامات لودفيغ من التقنيات الكلاسيكية للكيمياء الحيوية إلى مجال علم البلورات بالأشعة السينية في ذلك الوقت، وانضمت إلى مختبر ويليام ليبسكومب للعمل على بنية مركب الكربوكسي بيبتيداز والذي حدّدته لاحقًا باسم إنزيم كاربوكسي ببتيداز أ، وهي واحدة من أولى البنى الإنزيمية الموصوفة. في عام 1967، أصبحت أستاذة مساعدة في قسم الكيمياء البيولوجية ومساعدة في الفيزياء الحيوية البحثية في قسم أبحاث الفيزياء الحيوية في جامعة ميشيغان. كعضو في هيئة تدريس في قسم أبحاث الفيزياء الحيوية، انضمت إلى مجموعة من أعضاء هيئة التدريس الأخرى، ومن أعضائها أيضًا كان فنسنت ماسي (عالم الأنزيمات) وغراهام بالمر إذ ركزا على دراسة الفلافوبروتينات. وركزت لودفيغ على دراسة فلافودوكسين في مختبرها، وفي عام 1969 نشرت لودفيغ أول منشور لها ركز على تبلور كل من الشكلين المؤكسد ونصف الكينوني »سيميكينون «لبروتين مأخوذ من المطثية الباستورية »كلوستريديوم باستيوريانوم«. عملت لودفيغ أيضًا على آلية تفكيك إنزيم الأكسيد الفائق خلال الثمانينات مع جيمس في، وهو زميل من قسم أبحاث الفيزياء الحيوية في جامعة ميشيغان. وفي عام 1990، واصلت لودفيغ تعاونها مع زملائها من جامعة ميشيغان، بما في ذلك فنسنت ماسي، للكشف عن سبب وجود الاحتماليات المنخفضة للغاية المرتبطة بتخفيض الكينون النصفي. بدأت لودفيج بالتعاون مع ريتشارد سوينسون من جامعة ولاية أوهايو بدراسة حالة الأكسدة والاختزال للفلافودوكسين من كلوستريديوم بيجيرنكي. ركز مختبرها على البروتينات المشاركة في تفاعلات الإلكترون والتنقل في مجموعة إلكترونات، وعلى مدار العقود الأربعة التالية ساعدت لودفيغ في توضيح ذلك وتفريقه عن أمور أخرى بالإضافة إلى توضيح الشكل الهيكلي للفلافودوكسين، أول بنى الفلافوبروتين، ديسموتاز فائق أكسيد الحديد، هيدروكسيلاز بي- هيدروكسي بنزوات وريدكتاز دي أوكسجيناز الفثالات. واصلت لودفيغ تعاونها الوثيق مع أعضاء هيئة التدريس الذين يدرسون بيولوجيا الأكسدة والاختزال في جامعة ميشيغان، ما أدى إلى تحديد بنية دي أوكسجيناز الفثالات المختزل بالتعاون مع مختبر ديفيد بالو، بنية هيدروكسيلاز بي- هيدروكسي بنزوات بالتعاون مع مختبرات بالو وفينسنت ماسي، وطريقة اختزال الثيوريدوكسين بالتعاون مع مختبر تشارلز ويليامز جونيور، ومخلقة »سينثاز« الميثيونين المعتمد على الكوبالامين بالتعاون مع روينا غرين ماثيوز.

## خدمتها
هناك جانب مهم في حياتها المهنية إذ قدمت لودفيغ مساهمات كبيرة خدمية في جامعة ميشيغان، فخلال فترة وجودها هناك أدارت منحة التدريب الخاصة بالفيزياء الحيوية الجزيئية وشغلت منصب رئيس قسم أبحاث الفيزياء الحيوية.
كانت لودفيغ أيضًا مرشدة للشباب دارسي خواص البلورات مثل كاثي درينان الأستاذة الحالية في معهد ماساتشوستس للتكنولوجيا. إذ تتذكر درينان أن لودفيغ كانت مرشدة صارمة وتطالب بالتميز والدقة. ودربت لودفيغ تلاميذها على مستوى عالٍ من التفكير والتعلم وأصرت على معرفتهم للنظرية العلمية وراء كل خطوة وكانت تلتقي طلابها لساعات وتحل المشكلات معهم بدلًا من الترويج لعملها، إذ كرّست وقتها لتعليم طلابها.

## جوائزها
- جائزة زمالة هيلين هاي ويتني
- جائزة تطوير المهن الوطنية الصحية
- وسام غارفان أولين من الجمعية الكيميائية الأمريكية (1984)
- جائزة إنجازات الكلية المتميزة من جامعة ميشيغان (1986)
- زميلة الجمعية الأمريكية لتقدم العلوم (2001)
- عضو في الأكاديمية الوطنية للعلوم (2003)
- عضو في معهد الطب (2006)